# ريكاردو بيردومو
ريكاردو بيردومو (بالإسبانية: Ricardo Perdomo) (3 يوليو 1960 - 12 أغسطس 2022)، هو لاعب كرة قدم أوروغواياني في مركز الوسط، ولد في 3 يوليو 1960 في سان خوسيه دي مايو ‏ في الأوروغواي. لعب مع رايو فايكانو وريفر بليت.